# TX Network
TX Network, anche noto come TV Tokyo Network o TXN, è un network televisivo privato giapponese. L'azienda è stata fondata il 1º settembre 1983 da TV Tokyo.
TXN è un network commerciale che opera come cooperativa guidata dalla key station TV Tokyo con sede nella capitale giapponese. I programmi di TV Tokyo vengono distribuiti a livello nazionale attraverso TXN e trasmessi dalle varie emittenti locali affiliate.

## Emittenti televisive affiliate
|     | Stazione TV                   | Identificativo | Area di trasmissione                                      |
| --- | ----------------------------- | -------------- | --------------------------------------------------------- |
| TX  | TV TOKYO                      | JOTX-DTV       | Tokyo, Kanagawa, Saitama, Chiba, Gunma, Ibaraki e Tochigi |
| TVO | TV Osaka / テレビ大阪         | JOBH-DTV       | Osaka                                                     |
| TVA | TV Aichi / テレビ愛知         | JOCI-DTV       | Aichi                                                     |
| TVQ | TVQ Kyushu Hoso / TVQ九州放送 | JOTY-DTV       | Fukuoka                                                   |
| TVh | TV Hokkaidō / テレビ北海道    | JOHI-DTV       | Hokkaidō                                                  |
| TSC | TV Setouchi / テレビせとうち  | JOPH-DTV       | Kagawa e Okayama                                          |
| BSJ | BS JAPAN                      | --             | Canale nazionale via satellite                            |